# الأنوار المحمدية من المواهب اللدنية
الأنوار المحمدية من المواهب اللدنية، كتاب في سيرة وشمائل وخصائص رسول الله محمد بن عبد الله، لمؤلفه يوسف النبهاني، ويقع في مجلد واحد، اختصر فيه المؤلف كتاب «المواهب اللدنية بالمنح المحمدية» ويقع في مجلدين. وقد قيل عن كتاب الأنوار: